# Клименко Віктор Васильович
Віктор Васильович Клименко (нар. 9 грудня 1935, Охтирка, Сумська область - пом. листопад 2022) — психолог, спеціаліст з психології підлітків і спортивної психології.

## Біографія
Український психолог В. В. Клименко народився 9 грудня 1935 року в м. Охтирка Сумської області.
Закінчив Харківський національний педагогічний університет імені Григорія Сковороди (1962) і аспірантуру Київського державного інституту фізичної культури (1969).
Доктор психологічних наук, дисертація «Механізми психомоторики людини» (1998).
У 1970—1988 рр. викладав на кафедрі психології Київського державного інституту физичної культури, займався проблемами психологічної підготовки спортсменів до Олімпійських Ігор Мюнхен-1972, Монреаль-1976, Москва-1980. За підсумками цієї роботи опублікував книгу «Психомоторні здібності юного спортсмена» (1987) і підручник «Психологія фізичного виховання та спорту» (1985, у співавторстві з М. П. Гуменюком); підручник було перероблено та видано в новій редакції (Психологія спорту; 2007). Консультував як психолог чемпіона світу з шахів Анатолія Карпова (1987—1991 рр.).
Завідував кафедрою психології Київського міжрегіонального інституту вдосконалення вчителів ім. Б. Д. Грінченка (1988—1997 рр.). З 1998 р. — завідувач лабораторією вікової фізіології та шкільної гігієни Інституту психології ім. Г. Костюка АПН України. З 2008 р. професор кафедри психології Відкритого Міжнародного університету розвитку людини «Україна».
Автор книг «Психологічні тести таланту» (Харків: Фоліо, 1996) і «Як виховати вундеркінда» (СПб., 1997), університетського підручника «Психологія творчості» (2006) та інших робіт, які «містять цінний науково-методичний матеріал відносно умов творчого розвитку особистості». У 1988—1993 рр. друкував у радянському російськомовному журналі «Студенческий меридиан», що видавався в Москві, трактат «О мальчике, который умел летать, или Путь к Свободе» (спільно з письменником Ігорем Акімовим), який став «бестселлером и путеводным наставлением для нескольких поколений». Віктор Васильович Клименко має більше 100 наукових статей та 17 книг.
Внаслідок багаторічних експериментально-теоретичних досліджень створив концепції прагматичної будови дії, механізму почуттів, психомоторики, механізму творчості та його генези.

В. В. Клименко на врученні державної премії України в галузі науки і техніки

Лауреат Державної премії України в галузі науки та техніки 2010 року (разом з С. Д. Максименком і А. В. Толстоуховим) за цикл наукових праць під загальною назвою «Психологічні механізми зародження, становлення та здійснення особистості».
Погляди на психологію та життя Віктора Васильовича можна представити декількома цитатами з його робіт.
«Людина маленька і велика — феномен природи і ноосфери.»
«Психологія — наука і система знань про закономірності, механізми та психічні явища, — процеси і стани в житті людини:
- механізмами психіки є відображення (утворення образу довкілля), проектування (перетворення та створення образу відповідно до нужди та мети) та опредметнення (фіксація здатностей та здібностей людини у знакових системах і матеріальних конструкціях);
- особистість — це форма існування психіки людини, яка являє собою цілісність, здатну до саморозвитку, самовизначення, свідомої предметної діяльності і саморегуляції та має свій унікальний і неповторний внутрішній світ;
- становлення особистості здійснюється через: біогенез — вітальну саморегуляцію; психогенез — рефлексивну емоційно-вольову саморегуляцію;
- соціогенез —значеннєву, ціннісну саморегуляцію; особливу життєстворюючу інтенцію — нужду, як інформаційно-енергетичне прагнення людини бути, жити, продовжуватися в інших;
- психомоторика — механізм дій і засоби їх здійснення;
- механізм творчості — здатність генерувати нові думки, почуття і образи; робити відкриття та винаходи, створювати художні образи.

„Вищу насолоду, натхнення діями людина переживає не від результату роботи, а від творчого процесу, в якому народжується матеріальний предмет чи знакова система: наукова думка, художній образ тощо.“
В. В. Клименко сповідує, за його ж свідченням, для багатьох парадоксальне, а для нього єдине, природне та щире життєве кредо „Задоволення в роботі“.
Помер у листопаді 2022 року внаслідок ускладнень, зумовлених захворюанням на ковід.

## Державні нагороди
- Державна премія України в галузі науки і техніки 2010 року (спільно з Сергієм Дмитровичем Максименком)[3] — за цикл наукових праць „Психологічні механізми зародження, становлення, здійснення особистості“